# Антропология искусства

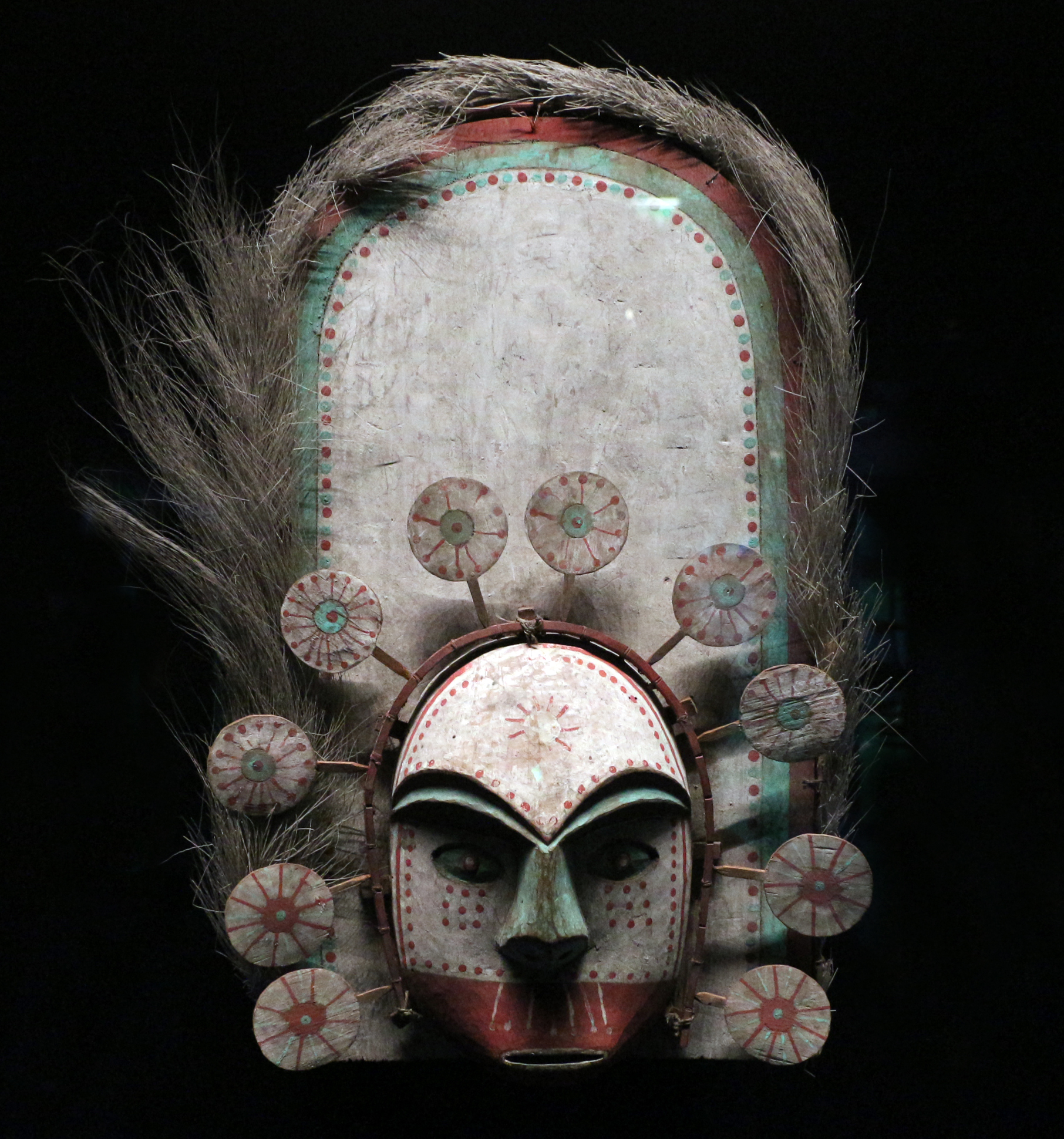
Маска юпикских народов. XIX век. Музей на набережной Бранли.

Антропология искусства (англ. anthropology of art) — раздел культурной антропологии, который исследует искусство в контекстах различных культур. Антропология искусства ориентирована на изучение неевропейских форм искусства (в особенности, искусства коренных народов), рассматривает их с эстетической, социальной, экономической, религиозной и исторической точек зрения. В широком смысле под антропологией искусства понимают исследование всего спектра проблем в рамках темы «человек и искусство».

## Развитие антропологии искусства
Традиционная антропология искусства, возникнув в контексте западной парадигмы, стремилась к определению форм искусства для всего мира, подвергая сомнению западноцентричные категории искусства. Основа для развития этой области была создана благодаря одному из основателей современной антропологии Францу Боасу. Его книга «Примитивное искусство» (1927 г.) посвящена подробному изучению искусства северо-западного побережья Тихого океана и выявлению форм примитивного искусства. В своих работах Франц Боас пишет о детерминированности эволюции искусства социально-культурными и психофизиологическими факторами. Последователем Франца Боаса являлся Клод Леви-Стросс, который исследовал маски коренных народов северо-западного побережья Тихого океана и связанные с ними особенности культурного взаимодействия.
Изучение биологических изменений в проявлении творческих способностей получило развитие благодаря М. Н. Хейдел. Она отмечала улучшение коммуникативных навыков, эстетического восприятия, качества обработки информации у людей, занимающихся творчеством. Исследованием паттернов и орнаментов занималась Дж. Моррис-Кей, которая трактовала их использование как качественно новый шаг в расширении творческих способностей.

## Социальный контекст в антропологии искусства
Антропология искусства опирается на изучение социального контекста различных культур. Возникновение и бытование предметов искусства воспринимается как обусловленное социальными процессами, которые, в свою очередь, связаны с другими социальными процессами (религия, политика, обмен, родство и др.). Антропология искусства понимается как способ видения культурной системы со всеми её социальными связями.

## Понимание антропологии искусства в российской науке
В российской науке философская антропология понимается как широкое направление междисциплинарных исследований, лежащих между философской антропологией и искусствознанием. Используется «антропный принцип» в искусстве как «представление о мере человеческого как критерии оценки художественно-выразительных форм».